# Lunedì (Leo Gassmann)
Lunedì è un singolo del cantautore italiano Leo Gassmann, in duetto con L’ennesimo, uno degli autori del brano e producer emergente italiano. Il brano viene pubblicato il 17 giugno 2022 come secondo estratto dal secondo album in studio La strada per Agartha.
Durante la fase di produzione il brano vede la partecipazione in studio di Matteo Costanzo e Giuseppe Taccini.  

## Video musicale
Il video musicale, diretto dallo stesso Gassmann insieme a Traven Thomas e Giggs Kgole, è stato pubblicato il 24 giugno 2022 sul canale YouTube del cantante.

## Tracce
1. Lunedì – 3:04